# Bistum Manzini
Das Bistum Manzini (lat. Dioecesis Manziniensis, engl. Diocese of Manzini) ist eine in Eswatini (bis 2018: Swasiland) gelegene römisch-katholische Diözese mit Sitz in Manzini. Geographisch umfasst sie das gesamte Königreich. 

## Geschichte
Papst Pius XI. gründete am 19. April 1923 aus Gebietsabtretungen des Apostolischen Vikariates Natal als Apostolische Präfektur Swasiland errichtet. Am 15. März 1939 wurde sie zum Apostolischen Vikariat und am 11. Januar 1951 zum Bistum Bremersdorp erhoben, das dem Erzbistum Pretoria als Metropolitanbistum unterstellt wurde. Einen Teil seines Territoriums gab es an die Apostolische Präfektur Volksrust ab und am 12. November 1962 einen weiteren an die Apostolische Präfektur Ingwavuma.
Den heutigen Namen erhielt es am 7. November 1961. Es wurde am 5. Juni 2007 dem Erzbistum Johannesburg unterstellt.

## Ordinarien

### Apostolische Präfekten von Swasiland
- Pellegrino Beauties OSM (15. März 1923 – 1932)
- Romualdo Migliorini OSM (8. Juli 1933 – 1939)

### Apostolischer Vikar von Swasiland
- Costantino Maria Attilio Barneschi OSM (15. März 1939 – 11. Januar 1951)

### Bischof von Bremersdorp
- Costantino Maria Attilio Barneschi OSM (11. Januar 1951 – 7. November 1961)

### Bischöfe von Manzini
- Costantino Maria Attilio Barneschi OSM (7. November 1961 – 21. Mai 1965)
- Girolamo Maria Casalini OSM (18. Dezember 1965 – 24. Januar 1976)
- Aloysius Isaac Mandlenkhosi Zwane (24. Januar 1976 – 10. August 1980)
- Louis Ncamiso Ndlovu OSM (1. Juli 1985 – 27. August 2012)
- José Luís Gerardo Ponce de León, seit 29. November 2013